# هارون مويرهيد
هارون مويرهيد (بالإنجليزية: Aaron Muirhead)‏ هو لاعب كرة قدم بريطاني في مركز الدفاع، ولد في 30 أغسطس 1990 في دامفريس ‏ في المملكة المتحدة. لعب مع نادي بارتيك ثيسل ونادي فالكيرك.

## وصلات خارجية
- هارون مويرهيد على موقع قاعدة بيانات كرة القدم.إي يو (الإنجليزية)
- هارون مويرهيد على موقع Soccerway.com (الإنجليزية)